# Ian Keatley

a Compétitions nationales et continentales officielles uniquement.

b Matchs officiels uniquement.
Dernière mise à jour le 14 juillet 2023.
Ian James T. Keatley, né le 1er avril 1987 à Dublin, est un joueur international irlandais de rugby à XV . Il évolue au poste de demi d'ouverture.

## Biographie
Après une riche carrière de huit ans au Munster, début 2019 Keatley s'engage avec le Benetton Trévise pour la saison 2019-2020. Avant de rejoindre la franchise italienne il finit la saison 2018-2019 chez les London Irish. 
En janvier 2021, il s'engage avec les Glasgow Warriors jusqu'à la fin de la saison. Il fait donc son départ de la franchise écossaise lors de l'été suivant.
Par la suite, il prend sa retraite du rugby et change de sport en débutant le football gaélique au sein du club de Ahane GAA (en) évoluant en Junior A championship.

## Statistiques en équipe nationale
Ian Keatley compte sept sélections dont trois en tant que titulaire, depuis sa première sélection le 23 mai 2009 à Vancouver face au Canada. Il inscrit 37 points, neuf pénalités, cinq transformations.
Il participe à deux rencontres du Tournoi des Six Nations en 2015 et en 2017. Il inscrit quatorze points, quatre pénalités et une transformation face à l'Italie.

## Palmarès

### En province/club
- Finaliste du Pro12 en 2015 et 2017 avec le Munster.
- Vainqueur du Championnat d'Angleterre de 2e division en 2019 avec les London Irish.
- Vainqueur de la Pro14 Rainbow Cup en 2021 avec le Benetton Trévise.

### En sélection nationale
- Vainqueur de la Coupe des nations en 2014 avec l'équipe d'Irlande A.
- Vainqueur du Tournoi des Six Nations en 2015 avec l'équipe d'Irlande.